# موموکو تانیکاوا
موموکو تانیکاوا (انگلیسی: Momoko Tanikawa؛ زادهٔ ۷ مهٔ ۲۰۰۵) بازیکن فوتبال اهل ژاپن است که در حال حاضر برای باشگاه فوتبال زنان بایرن مونیخ بازی می‌کند.
وی همچنین در تیم‌های ملی فوتبال زیر ۱۷ سال زنان ژاپن و زنان ژاپن بازی کرده است.

## دوران باشگاهی

### سال‌های اولیه
از ۲۰۱۸ تا ۲۰۲۳، تانیکاوا در فوکوشیما برای تیم زیر ۱۸ سال در آکادمی جی‌اف‌ای، برنامه جوانان فدراسیون فوتبال ژاپن بازی کرد.

### بایرن مونیخ

#### ۲۰۲۴: قرضی به روزنگرد
در ۱۱ ژانویه ۲۰۲۴، اعلام شد که تانیکاوا با تیم حاضر بوندسلیگای زنان، باشگاه فوتبال زنان بایرن مونیخ قرارداد امضا کرده است. او بلافاصله به صورت قرضی به باشگاه حاضر در لیگ برتر فوتبال زنان سوئد، باشگاه فوتبال روزنگرد برای فصل ۲۰۲۴ فرستاده شد. او به سرعت به عنوان یک چهره کلیدی در تیم شناخته شد و تیم موفق به کسب عنوان قهرمانی لیگ به شکلی قاطعانه شد، که شامل یک سری پیروزی در ۲۳ بازی و تنها یک باخت بود. او فصل را به عنوان بهترین گلزن تیم و لیگ را با ۱۶ گل به پایان رساند و جوایز بهترین پیشرفت و بهترین هافبک فصل را به دست آورد. او در پایان فصل به بایرن مونیخ بازگشت.

#### ۲۰۲۵–تاکنون: بازگشت به تیم اول
تانیکاوا پس از پایان فصل لیگ برتر فوتبال زنان سوئد دوباره به ترکیب بایرن مونیخ اضافه شد. او در ۹ فوریه ۲۰۲۵ در یک پیروزی ۳–۱ لیگ مقابل هافنهایم به عنوان بازیکن تعویضی در دقیقه ۹۰ اولین بازی لیگ خود را انجام داد. او اولین گل خود را برای باشگاه در یک پیروزی ۴–۱ در دی‌اف‌کی در وقت اضافی در برابر باشگاه فوتبال زنان اینترخت فرانکفورت در ۱۳ فوریه ۲۰۲۵ به ثمر رساند، جایی که همچنین یک پاس گل نیز داد.

## دوران ملی

### جوانان
تانیکاوا در سال ۲۰۲۲ اولین بازی بین‌المللی خود را انجام داد. او در ۳ اکتبر برای تیم ملی فوتبال زیر ۱۷ سال زنان ژاپن در یک باخت دوستانه ۲–۱ در برابر تیم ملی فوتبال زیر ۱۷ سال زنان ایالات متحده آمریکا به میدان رفت. با تیم ملی جوانان این گروه سنی، او همچنین در جام جهانی که در هند از ۱۱ تا ۳۰ اکتبر ۲۰۲۲ برگزار شد، شرکت کرد و در تمام بازی‌های گروه D بازی کرد و در هر بازی یک گل به ثمر رساند. او همچنین در باخت ۲–۱ در مرحله یک چهارم نهایی در برابر تیم ملی فوتبال زیر ۱۷ سال زنان اسپانیا یک گل زد.
با تیم ملی زیر ۱۹ سال، او در مسابقات سود کاپ زنان به عنوان بخشی از تورنمنت تولون از ۱۶ تا ۲۱ مه ۲۰۲۳ شرکت کرد و در سه بازی چهار گل به ثمر رساند.

### بزرگسالان
او در ۱۴ ژوئیه ۲۰۲۳ در یک پیروزی دوستانه ۵–۰ در برابر تیم ملی فوتبال زنان پاناما اولین بازی ملی بزرگسالان خود را انجام داد.
تانیکاوا در اکتبر ۲۰۲۳ در مسابقات فوتبال زنان قهرمانی ۲۰۲۲ آسیا، در هانگژو، چین، قهرمان شد و در یک پیروزی ۴–۱ در فینال برابر تیم ملی فوتبال زنان کره شمالی گلزنی کرد.
در ۱۴ ژوئن ۲۰۲۴، تانیکاوا به تیم ملی ژاپن برای المپیک تابستانی ۲۰۲۴ دعوت شد.
تانیکاوا بخشی از تیم ملی ژاپن بود که جام شی بیلیوز سال ۲۰۲۵ را برد.